# Robert Anthony Lutz

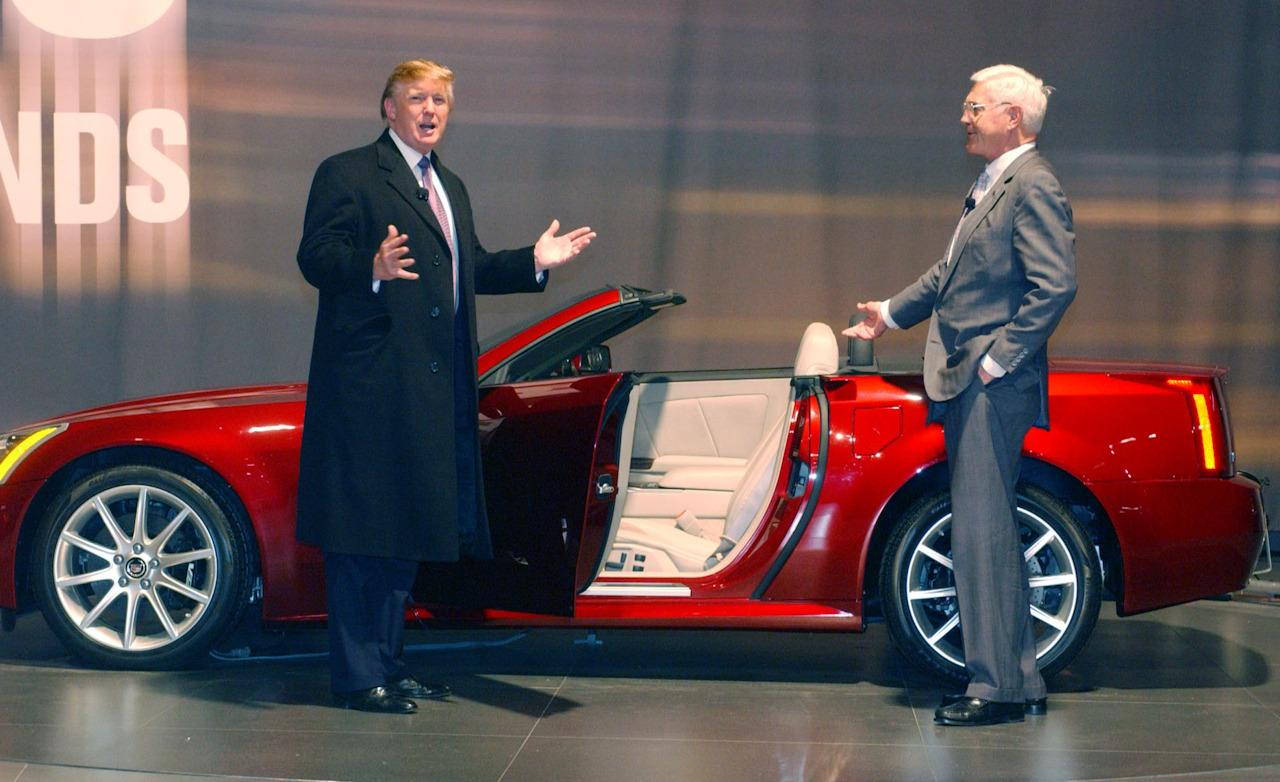
Bob Lutz insieme a Donald Trump con alle spalle una Cadillac XLR-V durante la presentazione al New York International Auto Show 2006

Robert Anthony Lutz, noto anche come Bob Lutz, (Zurigo, 12 febbraio 1932) è un dirigente d'azienda svizzero naturalizzato statunitense; ha ricoperto incarichi di vertice di tutte le cosiddette Big Three degli Stati Uniti, essendo stato vice presidente esecutivo (e membro del consiglio di amministrazione) di Ford Motor Company, presidente e poi vice presidente (e membro del consiglio di amministrazione) di Chrysler Corporation e vice presidente di General Motors.

## Riconoscimenti
- Automotive Hall of Fame 2013[1]
- Volante d'Oro 2003[2][3]